# William Henry Hynes
William Henry Hynes, britanski general, * 1893, † 1972.